# Monica Wright
Monica Ashante Wright (ur. 15 lipca 1988 w San Antonio) – amerykańska koszykarka grająca na pozycjach rzucającej lub niskiej skrzydłowej. 
Uprawiała też lekkoatletykę. W szkole średniej była regionalną mistrzynią w biegu na 400 metrów oraz w skoku w dal, a także mistrzynią dystryktu w biegu na 200 metrów. Jako koszykarka zdobyła dwukrotnie mistrzostwo stanu Wirginia (2004, 2006), zaliczono ją też do I składu WBCA i McDonald’s All-American (2006), II składu Parade Magazine All-America (2006) oraz I składu USA Today All-USA. W 2006 została uznana zawodniczką roku szkół średnich stanu Wirginia. Wzięła też udział w meczu gwiazd szkół średnich – WBCA High School All-America Game, zdobywając nagrodę MVP.
Wraz z Dawn Staley są jedynymi zawodniczkami w historii drużyny akademickiej Virginia Cavaliers, które w trakcie swojej kariery uczelnianej uzyskały co najmniej 2000 punktów, 700 zbiórek, 350 przechwytów oraz 300 asyst.
Była zaręczona z Kevinem Durantem.

## Osiągnięcia
Stan na 25 marca 2017, na podstawie, o ile nie zaznaczono inaczej.

### NCAA
- Uczestniczka:
  - II rundy turnieju NCAA (2008, 2009)
  - turnieju NCAA (2008–2010)
- Defensywna zawodniczka roku:
  - NCAA (2010 według WBCA)[7]
  - konferencji Atlantic Coast (ACC – 2010)
- Zawodniczka roku ACC (2010)
- Debiutantka roku konferencji ACC (2007)
- Zaliczona do:
  - I składu:
    - All-American (2010)
    - ACC (2009, 2010)
    - defensywnego ACC (2008, 2010)
    - zawodniczek pierwszorocznych ACC (2007)
    - turnieju ACC (2008, 2010)

  - II składu ACC (2008)
  - składu honorable mention All-American (2008, 2009)
- Liderka wszech czasów zespołu Virginia Cavaliers w liczbie zdobytych punktów (2540)

### WNBA
- Mistrzyni WNBA (2011, 2013)
- Wicemistrzyni WNBA (2012)
- Zaliczona do I składu debiutantek WNBA (2010)

### Inne drużynowe
- 4. miejsce podczas rozgrywek EuroCup (2012)
- Zdobywczyni pucharu Polski (2011)
- Uczestniczka rozgrywek Euroligi (2010/11)

### Inne indywidualne
- Najlepsza nowo przybyła zawodniczka tureckiej ligi KBSL (2012 według eurobasket.com)[8]
- Uczestniczka meczu gwiazd:
  - Polska – gwiazdy FGE (2011)
  - Euroligi (2011)
- Zaliczona do (przez eurobasket.com):
  - I składu najlepszych zawodniczek zagranicznych tureckiej ligi KBSL (2012)[8]
  - II składu KBSL (2012)[8]
  - składu All-Australian WNBL Honorable Mention (2013 przez australiabasket.com)[9]
- Liderka:
  - strzelczyń ligi tureckiej (2012)[8]
  - australijskiej ligi WNBL w przechwytach (2013)[9]

### Reprezentacja
- Mistrzyni świata U–19 (2007)
- Wicemistrzyni USA Youth Development Festival (2005)